# 東洋のマイアミビーチ

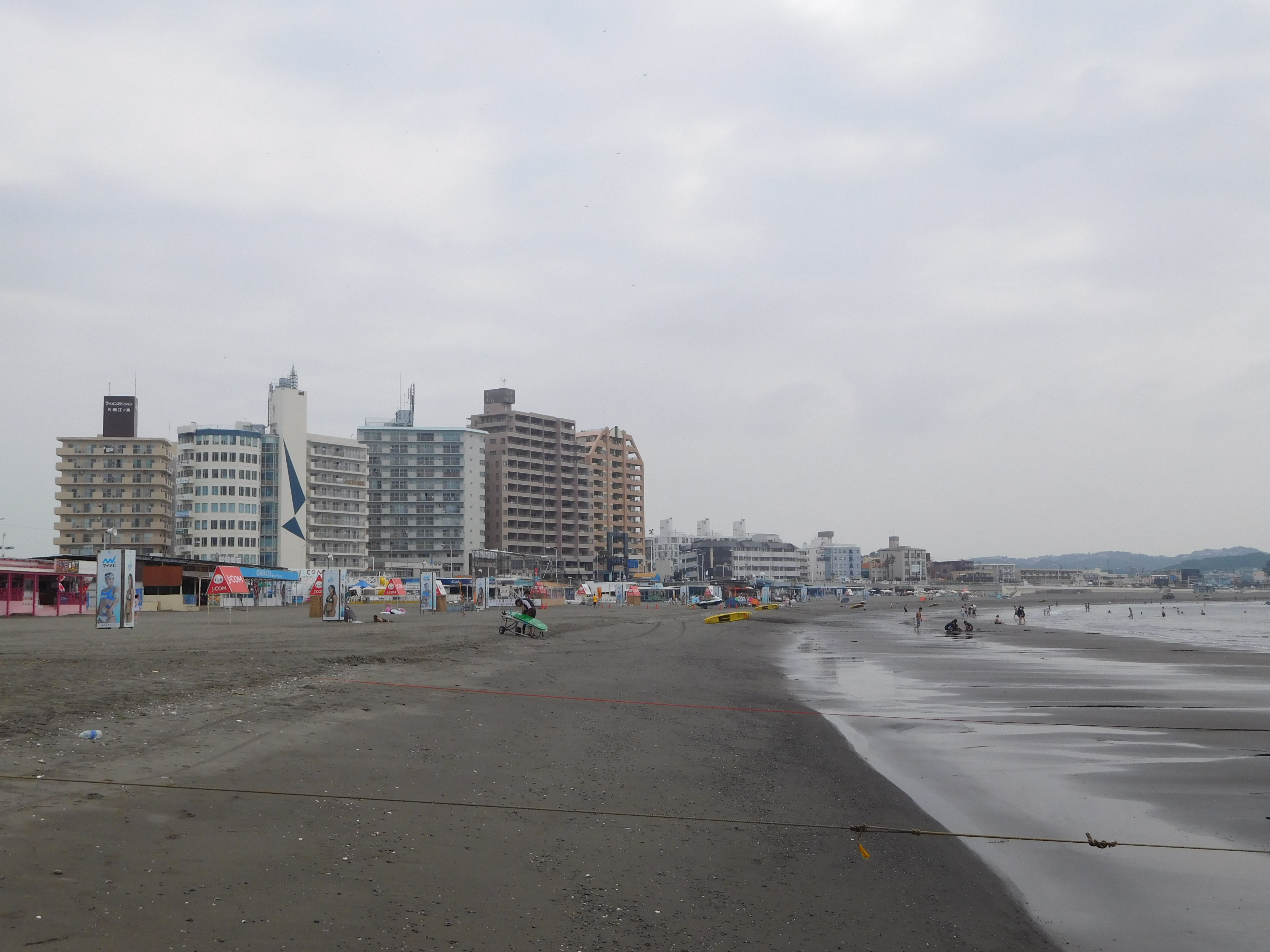
東洋のマイアミビーチ（片瀬東浜海水浴場）

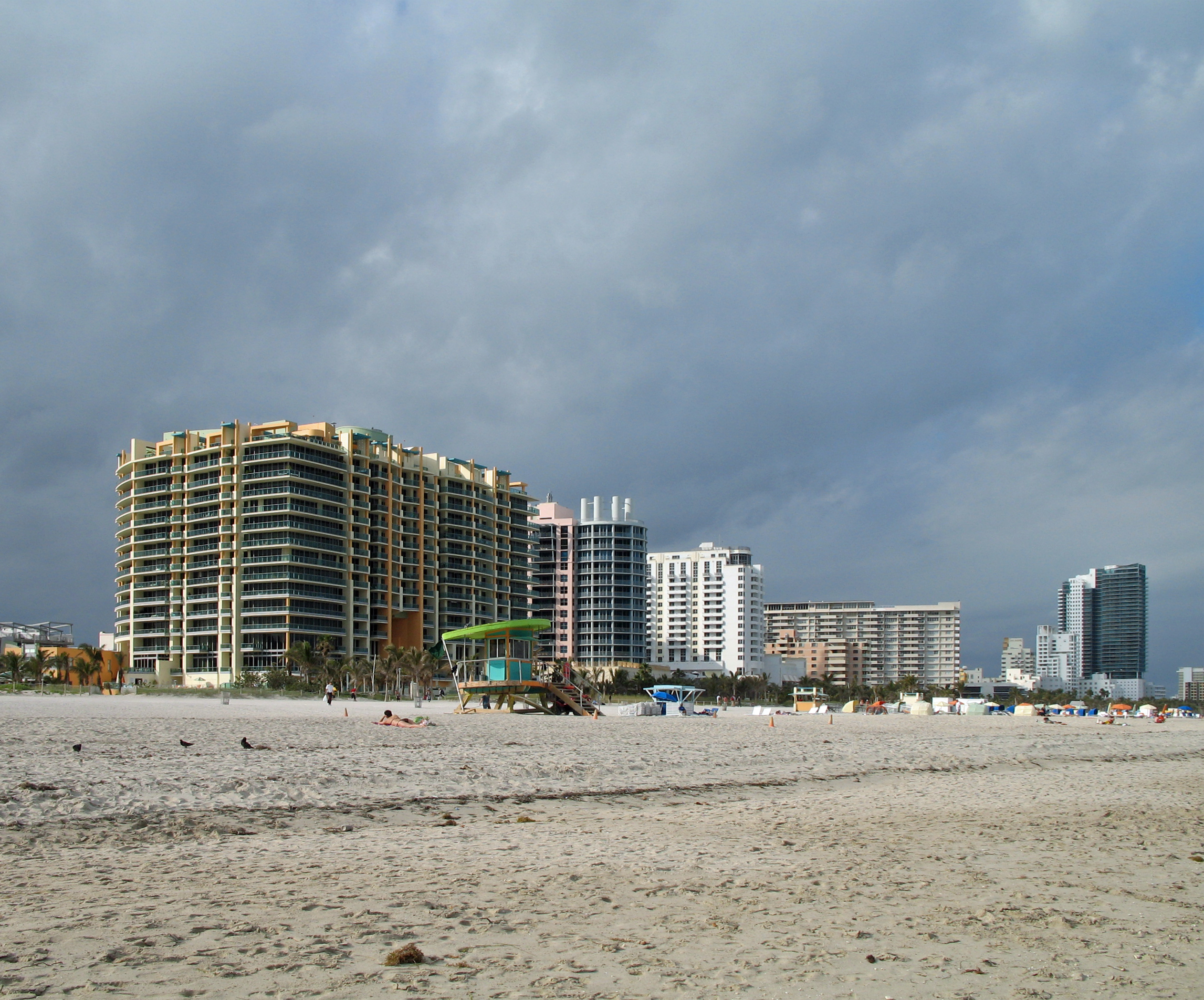
アメリカのマイアミビーチ

東洋のマイアミビーチ（とうようのマイアミビーチ）とは、藤沢市南部の海岸を観光地として売り出すためのキャッチコピーあるいは藤沢市の海岸部のニックネームである。当初、藤沢市は「東洋のマイアミ」として売り出したが、1959年、世界的なビーチリゾート、マイアミビーチ市と姉妹都市提携を結び、その段階から「東洋のマイアミビーチ」として今日に及んでいる。

## その背景
1946年、ザビア・クガートのPlaya De Miami（邦題：マイアミビーチ・ルンバ）がヒット。日本でも1950年代に流行。
1947年4月1日、鎌倉郡片瀬町が藤沢市に合併。藤沢市は江の島を擁する観光都市に発展し、合併により鵠沼・片瀬を一体化した観光地開発の基盤ができた。
1951年、朝鮮戦争が山場を越すと、神奈川県北部の米軍施設から休日になると米兵たちが浜辺でバーベキューやサーフィンを楽しむためジープで乗り付けるようになり、地元では「GIビーチ」と呼ぶようになった。彼らがこの海岸を「マイアミ」と呼んだことから、後に藤沢市が「東洋のマイアミ」として売り出すきっかけになったと伝えられる。
1957年5月3日、（株）江ノ島水族館が片瀬西浜にマリンランドを開設した。この頃から全米屈指の海洋リゾートとして知られるフロリダ州の中心都市マイアミから、藤沢は片瀬・鵠沼地区を「東洋のマイアミ」として売り出した模様である。

## 藤沢市・マイアミビーチ市姉妹都市提携締結の経緯
（出典）
- 1956年9月 - アイゼンハワーアメリカ合衆国大統領が直接国民間の交際を通じて合衆国と他国家国民間における大いなる国際的友情と理解の基礎を確立するための“国民対国民”の提携計画を樹立し、これをきっかけに国際的な姉妹都市提携が盛んになった。
- 1958年2月21日 - 金子小一郎藤沢市長は、アメリカ合衆国における都市との友好親善、経済の提携、文化の興隆に寄与することを目的としてフロリダ州マイアミ市長に対し、都市提携を申し入れた。
  - 6月23日 - ロバート･キング･ハイ＝マイアミ市長より金子市長宛書簡（マイアミ市は、すでにラテンアメリカに対し、都市縁組の申し入れをすませてしまったところであり、納得して欲しい）。また、マイアミ市は藤沢市のこの意向をアメリカ合衆国広報文化局（USIS）に連絡した模様。
この段階では、マイアミ市とマイアミビーチ市の関係について藤沢市側はよく理解できていなかったようである。マイアミ市は巨大な商業都市であり、マイアミビーチ市はその東隣にある衛星都市で、ビーチリゾートはここにある。
- 1959年2月26日 - ケネス・オカ＝フロリダ州マイアミビーチ市長より、金子＝藤沢市長宛書簡（藤沢市と都市提携を承諾したい熱意をもち、かつ全議員賛成議決の用意がある。）。
マイアミビーチ市は人口5万、藤沢市とまったく都市形態、特色を一にしていることが判明[3]。
  - 3月4日 - マイアミビーチ市議会は、藤沢市との都市提携締結を決議。
  - 3月5日 - 藤沢市議会は、マイアミビーチ市との提携締結を満場一致で可決。この旨をマイアミビーチ市長、駐米日本国大使＝朝海浩一郎（自宅は藤沢市片瀬）に国際電報をもって打電。
藤沢市･マイアミビーチ市双方とも初めての姉妹都市提携であり、藤沢市は全国で14番目の姉妹都市提携だったという。
これを機会に「東洋のマイアミ」を「東洋のマイアミビーチ」に改称。
  - 3月8日 - ワシントンD.C.日本大使公邸においてマイアミビーチ市ケネス・オカ市長夫妻らを招いて午餐会の後、 ワシントンD.C.でのナショナル・フラワー・ショー会場における両市間都市提携承認伝達式に朝海駐米大使が主賓として出席。決議文の手交。
  - 4月3日 - “藤沢市とマイアミビーチ市との都市提携委員会専門部会規定”“同産業部会規定”“同教育部会規定”“同文化観光部会規定”起案（4月15日決定）
  - 4月4日 - マイアミビーチ市議会の決議書到着。折返し本市議会の議決書写[4]を発送。一方朝海大使からは3月8日ワシントンにおけるナショナル・フラワー・ショーと両市間都市提携承認伝達式に主賓として出席した模様、ならびにマイアミビーチ市長は近く本市訪問の意志ある旨を伝えてきた。その他マイアミビーチ市広報、写真到着。
  - 4月4日 - 秋本信善＝藤沢市議会議長、3月5日の「都市提携を結ぶことについて」が原案可決された証明文書を発行。
  - 4月7日 - 藤沢市とマイアミビーチ市との都市提携委員会結成準備委員会（第1回）開催。
  - 4月17日 - マイアミビーチ市からの初の訪問者ウイリス・サイトシーイング会社社長　ハロルド・バインダー来訪。同氏の来市は、フロリダ州全般にわたり本市観光の紹介ならびに親善に意義があるため、本市マイアミビーチ海岸、水族館等を視察ののち交換歓迎会を催した。マイアミビーチ市の予算書、条例集等を同氏から受領。
  - 4月19日 - マイアミビーチ市、市民管弦楽団による「藤沢市に捧げる演奏会」を開催。
  - 5月26日 - 都市提携委員会結成準備委員会（第2回）開催。決議事項次のとおり。一、委員会委員の選出。二、都市提携記念行事の実施。1.マイアミビーチ市へ送る催し（7月18日、土曜日）。2.都市提携記念式典、記念パレード（8月7、8、9の3日間）マイアミビーチ市長一行を招き、秩父宮記念体育館、片瀬浜でマイアミビーチショーと兼ねて開催。3.6月1日朝海大使帰国の際に連絡する。
  - 6月1日 - 朝海大使、公務のため帰国し、藤沢市役所に来庁。市長、助役、市議会議長、副議長らと面接打合せ。たまたマイアミビーチ市議会全員協議会開催中につき議場においてマイアミビーチ市事情報告のスピーチとスライド上映、参会者全員に多大の感銘を与えた。
  - 6月23日 - “マイアミビーチ市対藤沢市例年第1回ジュニアオリンピック通信水泳大会”開催。フラミンゴ公園内水泳プール。
  - 7月18日 - マイアミビーチへ贈る催し「都市提携記念江の島マイアミビーチオープニングショー」（13:00～サンケイホール。フジテレビ、特別番組を制作・放映）
  - 8月7日 - 秩父宮記念体育館で都市提携フェスティバル開催。来賓：マイアミビーチ市民代表、アメリカ大使館移民帰化事務所長、在横浜アメリカ領事館代表。
  - 8月7日 - “藤沢市対マイアミビーチ市例年第1回ジュニアオリンピック通信水泳大会”開催。湘南学園プール。
この大会は、両市の中学生がそれぞれ水泳大会を開き、結果を交信しあって競技するというものであった。ところが、日米のプールは度量衡の違いのため距離が異なり、結果を換算しなければならなかった。このため、この1回が行われたのみである。
  - 8月8日 - 記念大パレード（横浜銀行藤沢支店前→本町→辻堂→小田急ビーチハウス前）。参加：米陸・空軍軍楽隊、藤沢商業高等学校音楽隊、藤嶺学園女子高等学校鼓笛隊、第一中学校・鵠沼中学校・明治中学校合同ブラスバンド、江の島龍神ばやし、民謡協会の民踊行進、鵠沼各町内の人形山車、江ノ島鎌倉観光のフロート車など市内各企業数十台の宣伝車による。
途中から悪天候になり、ことに人形山車の処置に苦労したという。
  - 8月15日 - 記念花火大会（マイアミビーチショー最終プログラム）。
これらのうち、藤沢市で開催された一連の行事の総称を「マイアミビーチショー」と名付けた。これが、今日藤沢市観光協会が企画運営する一連の夏季の観光行事の総称を「江の島マイアミビーチショー」と称する由来である。
  - 10月11～28日 - マイアミビーチ市アートセンターで絵画展開催。
この展覧会に藤沢市から児童画50点を出品予定だったが、藤沢からの作品到着が遅れ、出品できなかった。

## その範囲
原則としては藤沢市南部のビーチリゾート地帯である片瀬地区（江の島を含む）、鵠沼地区、辻堂地区の海岸部が対象地区とされるが、「江の島マイアミビーチショー」には市内全域の夏のイベントが含まれている。

### 主な観光スポット
- 江の島

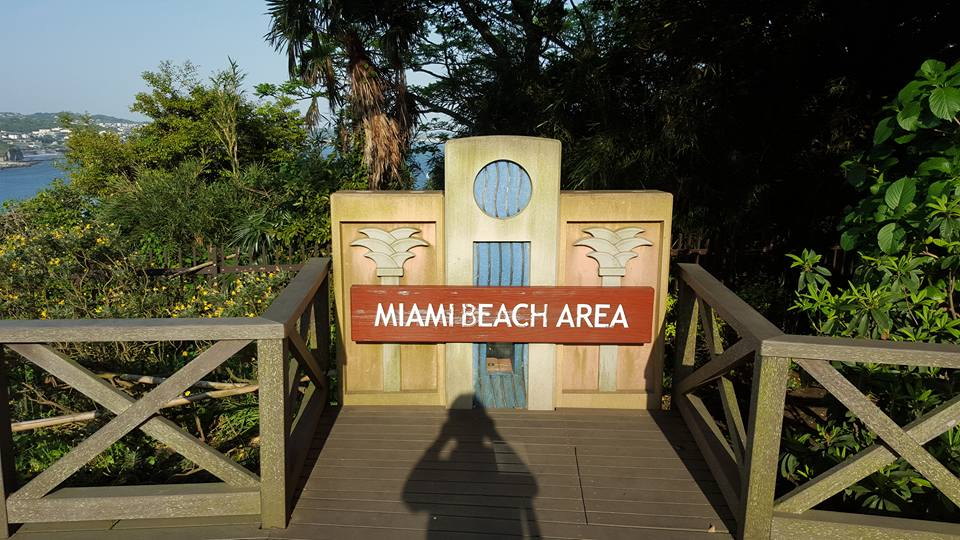
サムエル・コッキング苑内、マイアミビーチ広場に立つモニュメント

  - 江島神社 - 辺津宮・中津宮・奥津宮・岩屋
  - 江の島サムエル・コッキング苑 - 江の島展望灯台
マイアミビーチ広場があり、一隅に「友好の鍵」を納めたアールデコ調のモニュメントが設置されている。
  - 湘南港・江の島ヨットハーバー
- 片瀬東浜海水浴場
- 片瀬西浜・鵠沼海水浴場
- 湘南海岸公園
  - 新江ノ島水族館
  - 湘南鵠沼常設コート
  - 聶耳記念広場
- 鵠沼海浜公園
- 辻堂海浜公園
- 辻堂海水浴場
- 湘南海岸・砂浜のみち

## 姉妹都市提携締結後の経緯
- 1960年 - 「江の島マイアミビーチの女王」コンテストが開かれた。
この催しのスタートは1949年で、その時の名称は「麗姿江の島青春祭・ミス弁天」だったという。その後、1950年、江の島スプリングショー「ミス藤沢」、1953年、「ミス貝姫コンテスト」、1955年、「海の女王コンテスト」と変遷している。
- 1969年3月5日 - 姉妹都市提携10周年。金子藤沢市長、マイアミビーチ市名誉市民となる。
- 1974年3月5日 - 姉妹都市提携15周年。チャック・ホールマイアミビーチ市長、藤沢市に来訪。
同年10月 - 葉山市長を団長とする藤沢市代表、マイアミビーチ市を訪問。
- 1985年 - 江の島海水浴場開設100周年記念行事開催。
- 1995年4月1日 - 社団法人藤沢市観光協会設立。
- 1996年 - 藤沢市観光協会主催の「湘南江の島海の女王＆海の王子コンテスト」始まる。
- 1998年10月 - 山本市長を団長とする藤沢市代表、マイアミビーチ市を訪問。
- 2000年3月10～18日 - マイアミビーチ市において「ジャパンウィーク2000」開催。
  - 10月3日 - 「湘南マイアミビーチ市親善協会」の発足式。
- 2001年5月 - 湘南マイアミビーチ市親善協会、第1回マイアミビーチ市親善訪問の旅・開催。
  - 10月 - フロリダ文化使節団（高校生ギターオーケストラ）が藤沢市を訪問。
  - 同年マイアミビーチ、全米ベストビーチに認定される。
- 2002年6月 - 湘南マイアミビーチ市親善協会、第1回定時総会・開催（以後年1回開催）。
  - 7月- 江の島サムエル・コッキング苑内マイアミビーチ広場にて「鍵」除幕式（マイアミビーチ市より公式訪問団列席）。
  - 11月 - 湘南マイアミビーチ市親善協会、第2回マイアミビーチ市親善の旅・開催
- 2004年6月 - 江の島サムエルコッキング苑内にマイアミビーチ広場誘導看板設置
  - 7月26日 - 湘南マイアミビーチ市親善協会、第1回夏の懇親会。江の島サムエルコッキング苑マイアミビーチ広場
  - 11月 - 湘南マイアミビーチ市親善協会、第1回　ふじさわ国際交流フェステバル参加
- 2005年9月13～16日 - 湘南マイアミビーチ市親善協会、マイアミビーチ市訪問。「2005年　国際シンポジウム」。
  - 10月 - 湘南マイアミビーチ市親善協会、設立5周年記念式典開催 。
- 2006年4月4日 - マイアミビーチ市のマイケル・マクナミー藤沢担当、来訪。
- 2008年10月15日 - 2009年1月14日 - 鵠沼郷土資料展示室（鵠沼市民センター内）で「マイアミビーチ市姉妹都市提携50周年記念展」を開催。
- 2008年11月12日 - 17日 - 海老根市長ら5名の藤沢市の公式代表団がマイアミビーチ市を訪問。同時に湘南マイアミビーチ市親善協会が主催する市民有志による訪問団がマイアミビーチ市を訪問。
- 2009年3月4日 - 10日 - 小田急百貨店藤沢店7階で藤沢市主催の「藤沢市・マイアミビーチ市姉妹都市提携50周年記念写真展」を開催。
- 2009年3月14日 - マッティ・エレーラ・バウワー市長を団長とするマイアミビーチ市代表団を藤沢に迎え、「マイアミビーチ市との姉妹都市提携50周年記念式典」開催。

## その他
- 藤沢市湘南大庭市民図書館では、マイアミビーチ市から寄贈された書籍や市民寄贈のマイアミビーチ関連書籍283冊を収蔵し、特別コレクション「マイアミビーチ文庫」として公開している。（ほとんど英文）

## 関連事項
- 日本の観光地一覧
- 日本の海水浴場一覧
- 藤沢市
- 片瀬 (藤沢市)
- 江の島
- 鵠沼海岸
- 片瀬東浜海水浴場
- 片瀬西浜・鵠沼海水浴場
- マイアミビーチ